# Луис Вилкинс
Луис Вилкинс (енгл. Louis Guy "Lou" Wilkins; Бурбон, 10. децембар 1882 — Сијетл, 5. април 1950) бивши амерички атлетичар, са почетка 20. века. Специјалност му је био скок мотком.
После вишегодишњих успеха и освајањем титула победника у скоку мотком на првенствима -Универзитета у Чикагу од 1900. до 1904, постао је члан америчке олимпијске делегације на Летњим олимпијским играма у Сент Луису. Такмичио се у скоку мотком. У току такмичења оборио је олимпијски рекорд (3,30 м) скоком 3,35 м, али је завршио као трећи иза свих колега из репрезентације, победника Чарлса Дворака и другопласираног Лироја Самса. 